# Rezerwat przyrody Čierny kameň
Rezerwat przyrody Čierny kameň (niem. Národná prírodná rezervácia Čierny kameň) – rezerwat przyrody w centralnej części grupy górskiej Wielkiej Fatry na Słowacji. Rezerwat został powołany w 1964 r.. Powierzchnia 34,44 ha (wraz ze strefą ochronną: 76 ha).

## Położenie
Rezerwat leży na terenach należących administracyjnie do wsi Ľubochňa, Belá-Dulice i Liptovské Revúce w powiatach Martin i Rużomberk. Obejmuje tereny północno-zachodnich stoków szczytu Čierny kameň, położone na wysokości od 1200 do 1479 m n.p.m. i opadające spod szczytu ku zamknięciu Doliny Lubochniańskiej.
Cały rezerwat leży w granicach Parku Narodowego Niżne Tatry.

## Charakterystyka przyrodnicza
Szczyt Čierny kameň tworzy izolowany ostaniec denudacyjny płaszczowiny choczańskiej, zbudowany z dolomitów i wapieni na podłożu z margli. Stoki obejmowane rezerwatem są strome, w górnych partiach skaliste, niżej miejscami podzielone drobniejszymi żlebkami, kamiennymi usypiskami i niewielkimi piargami.
Na wyraźnej dominancie grzbietu Wielkiej Fatry, jaką jest Čierny kameň, zachowały się fragmenty pierwotnych lasów, porastających kiedyś całą tę grupę górską. Na stosunkowo małej powierzchni rezerwatu możemy prześledzić naturalne następstwo pięter roślinnych od górnych partii regla dolnego z lasami bukowo-jaworowymi z domieszką jodły i świerka poprzez górnoreglowe bory świerkowe z udziałem jarzębiny przy górnej granicy lasu aż po piętro subalpejskie z największymi w całej Wielkiej Fatrze porostami reliktowej kosodrzewiny z jarzębem nieszpułkowym. Średni wiek drzew szacuje się tu na ok. 170 lat, natomiast najstarsze drzewa sięgają wieku 250 lat. Obwody największych drzew osiągają tu u świerka 420 cm, u jodły 350 cm, u buka 340 cm, u jawora 330 cm. Skały wapienne i dolomitowe są siedliskiem wielu rzadkich i chronionych gatunków roślin wapieniolubnych, jak pierwiosnek łyszczak, szarotka alpejska, jaskier alpejski czy endemit Karpat Zachodnich – goździk lśniący. Występują tu również turzyce: mocna i krótkokłosa.
Relatywna odległość od siedzib ludzkich i dobrze zachowane pierwotne środowisko naturalne wpływają na występowanie tu wielu gatunków fauny, w tym wielkich ssaków mięsożernych, ptaków drapieżnych (sów, sokołowatych), dużych kurowatych i in.

## Turystyka
Przez teren rezerwatu przechodzi zielono znakowany szlak turystyczny ze schroniska pod Boryszowem na Rakytov (1567 m), natomiast jego północnym skrajem czerwono  znakowany szlak z Doliny Lubochniańskiej do Liptovskich Revúc.